# Corinne Cléry
Corinne Cléry (Parijs, 23 maart 1950) is een Franse actrice. Ze is het meest bekend door haar rol als bondgirl in de James Bondfilm Moonraker uit 1979. Ze brak echter al in 1975 door met haar rol in de omstreden film Histoire d'O.

## Filmografie
- Les Poneyttes (The Ponies) (1967)
- Histoire d'O (The Story of O) (1975)
- Bluff (The Con Artist) (1976)
- E Tanta Paura (Plot of Fear) (1976)
- Tre tigri contro tre tigri (Three Tigers Against Three Tigers) (1977)
- Autostop Rosso Sangue (Hitch-Hike) (1977)
- Kleinhoff Hotel (The Passionate Strangers) (1977)
- Covert Action (Sono Stato un Agente C.I.A.) (1978)
- Moonraker (1979)
- L'Umanoide (The Humanoid) (1979)
- I viaggiatori della sera (The Twilight Travellers) (1979)
- Eroina (Fatal Fix) (1980)
- Odio le bionde (I Hate Blondes) 1980)
- L'ultimo harem (Last Harem) (1981)
- Il Mondo di Yor (Yor, the Hunter from the Future) (1983)
- Il miele del diavolo (The Devils Honey) (1986)
- Via Montenapoleone (1987)
- La partita (The Gamble) (1988)
- Vacanze di Natale '90 (1990)
- Alex l'ariete (2000)

- Biblioteca Nacional de España: XX821289
- Bibliothèque nationale de France: cb139308228 (data)
- Gemeinsame Normdatei: 1061560619
- International Standard Name Identifier: 0000 0001 1467 5605
- Library of Congress Control Number: nr2003002600
- Nationale Bibliotheek van Tsjechië: xx0218825
- Nationale Bibliotheek van Polen: a0000001754355
- Nederlandse Thesaurus van Auteursnamen: 13476689X
- Système universitaire de documentation: 203709225
- Virtual International Authority File: 9785980
- WorldCat: E39PBJr7QJJ887MMMYhVm43G73